# Merle Oberon
Merle Oberon (Bombai, Índia Britànica, 19 de febrer de 1911 - Malibú, Califòrnia, Estats Units, 23 de novembre de 1979), de nom Estelle Merle O'Brien Thompson, va ser una actriu de cinema britànica.

## Biografia
Va néixer a Bombai (Índia Britànica), el 19 de febrer de 1911 i no va viatjar a Anglaterra fins a l'any 1928. Va començar a treballar en un club amb el nom artístic de Queenie O'Brien i va iniciar la carrera cinematogràfica en algunes pel·lícules menors. El seu primer paper important va ser el d'Anna Bolena en la pel·lícula The Private Life of Henry VIII (La vida privada d'Enric VIII) (1933), en la qual va treballar al costat de Charles Laughton. El 1934 va protagonitzar La Pimpinella Escarlata al costat de Leslie Howard.
La carrera professional d'O'Brien va canviar arran del seu matrimoni amb el director Alexander Korda, qui la va persuadir perquè es canviés el nom pel qual la va fer famosa: Merle Oberon. El 1935 va protagonitzar The Dark Angel, pel·lícula que li va valer la nominació al premi Oscar a la millor actriu.
El 1939 va ser Cathy en el film Cims borrascosos al costat de Laurence Olivier. En 1954 va ser l'emperadriu Josefina en la pel·lícula Desirée amb l'actor Marlon Brando fent de Napoleó Bonaparte.
L'actriu es va divorciar de Korda el 1945 i es va casar tres cops més. Va morir d'un accident vascular cerebral a l'edat de 68 anys.

## Filmografia
- The Three Passions (1928)
- A Warm Corner (1930)
- Alf's Button (1930)
- Never Trouble Trouble (1931)
- The W Plan (1931)
- Fascination (1931)
- For the Love of Mike (1932)
- Reserved for Ladies (1932)
- Ebb Tide (1932)
- Aren't We All? (1932)
- Wedding Rehearsal (1932)
- Men of Tomorrow (1932)
- Strange Evidence (1933)
- La vida privada d'Enric VIII (The Private Life of Henry VIII) (1933)
- The Battle (1934)
- The Private Life of Don Juan (1934)
- The Broken Melody (1934)
- La Pimpinella Escarlata (The Scarlet Pimpernel) (1934)
- Folies Bergère de Paris (1935)
- The Dark Angel (1935)
- These Three (1936)
- Beloved Enemy (1936)
- I, Claudius (1937, inacabada)
- The Divorce of Lady X (1938)
- The Cowboy and the Lady (1938)
- Cims borrascosos (Wuthering Heights) (1939)
- Over the Moon (1939)
- The Lion Has Wings (1939)
- 'Til We Meet Again (1940)
- Aquest sentiment incert (That Uncertain Feeling) (1941)
- Affectionately Yours (1941)
- Lydia (1941)
- Forever and a Day (1943)
- La cantina del teatre (Stage Door Canteen) (1943)
- First Comes Courage (1943)
- The Lodger (1944)
- Dark Waters (1944)
- A Song to Remember (1945)
- This Love of Ours (1945)
- A Night in Paradise (1946)
- Temptation (1946)
- Night Song (1948)
- Berlín Express (Berlin Express) (1948)
- 24 Hours of a Woman's Life (1952)
- Pardon My French (1952)
- All Is Possible in Granada (1954)
- Desirée (1954)
- Deep in My Heart (1954)
- The Price of Fear (1956)
- Of Love and Desire (1963)
- The Oscar (1966)
- Hotel (1967)
- Interval (1973)